# Железников, Карп Афанасьевич
Карп Афанасьевич Железников (1895—1957) — генерал-майор Советской Армии, участник Первой мировой, Гражданской и Великой Отечественной войн.

## Биография
Родился 13 октября 1895 года[по какому календарю?] в городе Орше (ныне — Витебская область Белоруссии).
С началом Первой мировой войны Железников был мобилизован на службу в Российскую императорскую армию и зачислен в Алексеевскую школу прапорщиков в Москве; по её окончании направлен на фронт. Участвовал в боевых действиях на Западном фронте, был тяжело ранен в ногу. За боевые заслуги был удостоен трёх орденов Российской империи.
После Октябрьской революции и роспуска старой армии Железников вернулся в родной город. В 1918 году добровольцем поступил на службу в РККА. Участвовал в боях Гражданской войны, пройдя путь до командира отдельного батальона. В 1931 году окончил курсы «Выстрел». В августе 1939 года принял командование над 33-й стрелковой дивизией. Во главе этого соединения участвовал в польском походе, а затем во вводе советских войск в Литву.
С начала Великой Отечественной войны — на её фронтах. Уже в первые дни дивизия Железникова была вынуждена сражаться в окружении в районе населённого пункта Ионаво в Литовской ССР; 26 июня 1941 года с большим трудом Железников со своими частями прорвался к своим из-за рек Вилия и Западная Двина. В дальнейших боях дивизия вновь побывала в окружении, понесла большие потери и была отведена на Валдайскую возвышенность для пополнения, а 24 сентября 1941 года Железников был снят с должности комдива и назначен командиром 117-го стрелкового полка 23-й стрелковой дивизии. С ноября 1941 года командовал 257-й стрелковой дивизией. Участвовал в битве за Москву на северном рубеже обороны, а также в контрнаступлении Холмско-Торопецком направлении в Калининской области; 23 января 1942 года в результате несчастного случая Железников получил тяжёлую травму, в результате чего со строевой службы был вынужден уйти.
В январе 1943 года Железников был назначен начальником Владимирского пехотного училища, а с июня 1944 года был начальником Горьковского суворовского военного училища. Под его руководством это училище было создано с нуля. Уже 1 октября 1944 года начались первые учебные занятия для 500 набранных воспитанников. Чтобы добиться этого, генерал провёл огромную работу по подготовке отведённого здания к учебной работе, привлечению учительских кадров. В апреле 1950 года вышел в отставку. Проживал в Горьком. Умер 16 ноября 1957 года, похоронен на Бугровском кладбище Нижнего Новгорода.

## Награды
- Орден Ленина (21 февраля 1945 года);
- 3 ордена Красного Знамени (31 августа 1941 года, 3 ноября 1944 года, 20 июня 1949 года);
- Орден Красной Звезды (22 февраля 1944 года);
- Медаль «За оборону Москвы» и другие медали;
- Орден Святого Станислава 2-й степени с мечами и бантом;
- Орден Святого Станислава 3-й степени с мечами и бантом;
- Орден Святой Анны 2-й степени с мечами и бантом.